# Czarnka
Czarnka – jezioro leżące w Drawieńskim Parku Narodowym, koło jeziora Ostrowite w województwie lubuskim, powiecie strzelecko-drezdeneckim, gminie Dobiegniew.

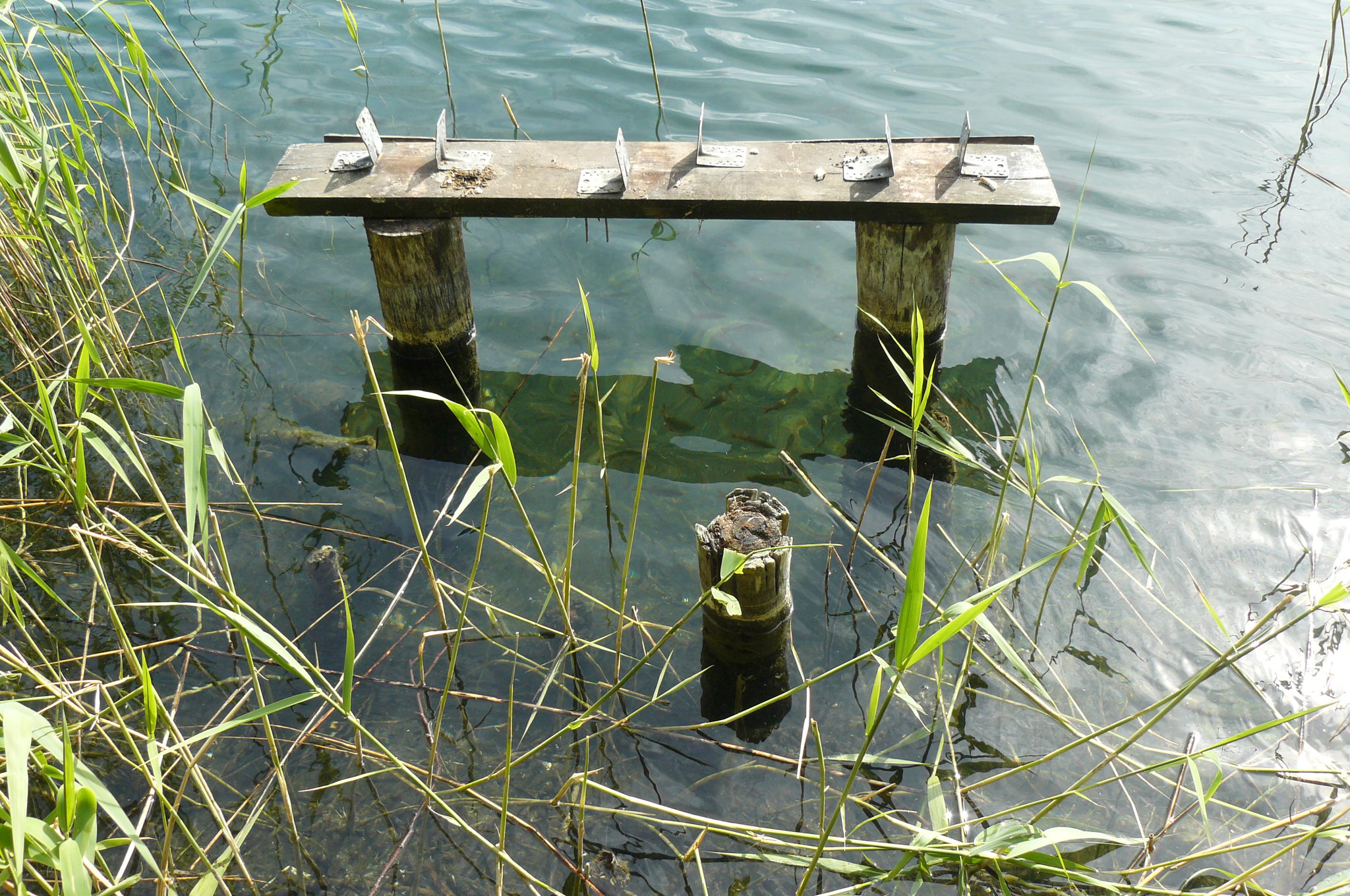
Wyjątkowa przejrzystość wody

Bezodpływowy akwen powstał około 10 000 lat temu jako pozostałość po bryle wytopionego martwego lodu. Jego brzegi są stosunkowo strome i w całości porośnięte lasem. Woda charakteryzuje się dużą przejrzystością, wynoszącą średnio 7 metrów. Czarne to jedno z trzech w Polsce jezior meromiktycznych. Ukształtowanie misy jeziornej i położenie w zagłębieniu terenowym powodują, że lokalne wiatry nigdy nie mieszają jego wód do samego dna. Poniżej głębokości 13 metrów woda nie zawiera tlenu – żyją tu tylko beztlenowe bakterie Desulfovibrio desulfuricans (producenci siarkowodoru) i rzadkie, purpurowe bakterie siarkowe Chromatium okenii (utleniające siarkowodór do wolnej siarki). Powyżej 13 metrów znajdują się wody mezotroficzne. Tylko wody powierzchniowe są mieszane przy pomocy wiatrów (wiosna i jesień), a pokrycie powierzchni makrofitami wynosi 27%. W różnych biotopach tego akwenu występują rzadkie i chronione rośliny, m.in. jezierza morska, zamętnica błotna, kłoć wiechowata, czy nadające mu purpurową barwę ramienice (m.in. krynicznik giętki). Z południowej części zbiornika wypływa niewielki ciek zasilający znajdujący się w pobliżu ponor. W jeziorze stwierdzono występowanie następujących ryb: leszcz, okoń, płoć, szczupak, wzdręga i sieja (ta ostatnia nie pochodzi z zarybień).
Jezioro jest udostępnione do ruchu turystycznego od strony Ostrowitego – szlak niebieski prowadzi do drewnianego pomostu widokowego.

## Dane morfometryczne
Powierzchnia zwierciadła wody według różnych źródeł wynosi od 17,5 ha przez 19,1 ha do 19,48 ha.
Zwierciadło wody położone jest na wysokości 53,4 m n.p.m. Średnia głębokość jeziora wynosi 11,2 m, natomiast głębokość maksymalna 26,5 m lub 29.
Na podstawie badań przeprowadzonych w 2003 roku wody jeziora zaliczono do II klasy czystości.

## Hydronimia
Jezioro pojawia się w źródłach w 1532 roku – początkowo jako Czarne Jeziorko, a następnie: Schwarz See (1918), Schwarzer See (1937). Państwowy rejestr nazw geograficznych jako nazwę urzędową jeziora podaje Czarnka, jednocześnie wymienia nazwę oboczną: Czarne Jezioro. Według spisu opracowanego przez Komisję Nazw Miejscowości i Obiektów Fizjograficznych (KNMiOF) nazwa tego jeziora to Czarne Jezioro.